# Пею Шишманов
Пею (Пейо) Иванов Шишманов, с псевдоними Ивайло, Родопски и Черногорски, е български революционер, войвода на Вътрешната македоно-одринска революционна организация.

## Биография
Роден е в 1876 година в село Карлуково, тогава в Османската империя, днес Славейно, България. Произхожда от видния род Шишмановци – син е на големия кехая Иван Шишмански, негов брат е дългогодишният учител Вълко Иванов Шишманов, а първи братовчед е деецът на ВМОРО Вълко Райчев Шишманов. Учи в родното си село, в Одрин, а след това завършва Пловдивската мъжка гимназия през 1898 година. След това е юнкер във военното училище в София, където се сприятелява с Гоце Делчев, Даме Груев, Вълчо Сарафов, Лазар Маджаров, Димитър Матов и други. В 1900 година заради болест напуска военното училище без да го завърши и става учител в Карлуково.
През 1901 година е назначен за районен началник на Ахъчелебийския революционен район. След Пловдивския конгрес през 1902 година Шишманов къса с клонящия към ВМОК представител на ВМОРО в Чепеларе Вълчо Антонов и мести центъра на революционното движение от Чепеларе на турска територия в родното му Карлуково. Шишманов полага много усилия за изграждането на стабилна организационна структура в района. През пролетта на 1903 година Шишманов е начело на организационна чета, която обхожда селата Петково, Горно Дерекьой, Райково, Аламидере, Чокманово, Доганово. Тогава негов секретар е някой си Асен, а сред четниците е и Христо Димов – Сюлемеза.
На 5 – 6 юли 1903 година на Свети Дух край Карлуково се провежда Родопският конгрес, на който Шишманов е избран за председател на районното боево тяло и се взима решение да не се вдига общо въстание, а да се водят четнически действия. При избухването на Илинденско-Преображенското въстание през август 1903 година Шишманов заедно с още 25 четници атакуват митницата в Каракулас. На 14 май 1904 година четата на Шишманов води сражение в местността Синура над Карлуково, където е ранен племенникът му, знаменосецът на четата Никола (Колю) Пеев Шишманов, който се самоубива, за да не бъде заловен жив.
След въстанието се установява в България, в граничното село Манастир, където построява дъскорезница. Четата на Шишманов на практика не е разпусната през целия период след въстанието и поддържа духа на населението. До Младотурската революция от 1908 година е Шишманов е войвода и ръководител на Ахъчелебийския революционен район. Като такъв е поканен на Кюстендилския конгрес на ВМОРО от 1908 година, но не успява да присъства.
През 1912 Пейо Шишманов е доброволец в Македоно-одринското опълчение и е начело на Гюмюрджинската чета с численост 120 души, която участва в Балканската и Междусъюзническата война. Четата е под командването на 21-и пехотен средногорски полк на полковник Владимир Серафимов. Прикрепена е към ротата на капитан Михайлов при 3-та дружина с командир подполковник Тодор Ст. Шарлангаджиев. Първата им задача е да унищожат османския пост на Момина вода, след което нападат поста на Имарет дере. После с трудности превземат поста на Курбанери (Свети Иван). Четата освобождава селата Малка Арда, Белев дол, Союджук и други и достага Даръдере и Палас, като помага за освобожденитео на Леска, Лещак и Мадан. След това заедно с четите на Никола Данаилов и Кръстю Българията стига до селата Минково, Шахин, Сгурлу, Коюнкьой, Бугаткьой и Гюмюрджина.
Пею Шишманов умира през 1942 година в Пловдив.
Никола Гюмюшев, войвода на Устовски районен участък пише за Шишманов:
| „ | …Още при първата ни среща през 1902 г. ми направи впечатление, че Пейо няма оня импулсивен характер на много наши войводи, не си служеше с блъфове и жестикулации. Напротив, скромността му беше отличителна черта. Повечето мълчалив, отмерен, търпелив и винаги с мнението си не изпреварваше, а чакаше други да се изкажат. С това правеше впечатление на загадъчен мъдрец! | “ |

Христо Караманджуков пише:
| „ | Продължителната, честната и ревностната всеотдайност на делото прави, наистина, фигурата на Пею Шишманов колкото светла, толкова и величествена… той бе една от видните личности в движението… | “ |

В местността Хайдушки поляни в Родопите, която е един от центровете на Илинденско-Преображенското въстание от 1903 г., се намира къщата музей на Пею Шишманов, в която той е живял от 1902 до 1908 г. Църквата „Св. Успение Богородично“ на Хайдушки поляни е изградена с дарения на местните хора, а в двора ѝ са гробовете на Пею и Колю Шишманови.
- Къщата на Пею Шишманов край Манастир
- Паметна плоча на къщата на Пею Шишманов